# Mariene provincie Warme Gematigde Zuidoostelijke Stille Oceaan
De Mariene provincie Warme Gematigde Zuidoostelijke Stille Oceaan (45) (Engels: Warm Temperate Southeastern Pacific marine province) is een biogeografische provincie en ligt in het zuidoosten van de Grote Oceaan in het Marien rijk Gematigd Zuid-Amerika. De mariene provincie is vastgesteld door het World Wide Fund for Nature en The Nature Conservancy en is vernoemd naar de warme gematigde wateren in het zuidoosten van de Stille Oceaan.
In het noorden grenst het gebied aan de mariene provincie Tropische Oostelijke Stille Oceaan (43), in het westen aan de mariene provincie Juan Fernández en Desventuradas (46) en in het zuiden aan de mariene provincie Magelhaen (48).

## Geografie
De mariene provincie ligt voor de west- en zuidwestkust van Peru en voor een stuk westkust van Chili.

## Biogeografie
Het gebied kent zeeleven dat houdt van gematigde temperaturen.

## Mariene ecoregio's
Deze mariene provincie bestaat uit 4 mariene ecoregio's:
- Mariene ecoregio Centraal Peru (175)
- Mariene ecoregio Humboldtstroom (176)
- Mariene ecoregio Centraal Chili (177)
- Mariene ecoregio Araucanía (178)